# Katana Maidens - Toji no miko
Katana Maidens - Toji no miko (刀使ノ巫女?, Toji no miko, lett. "Fanciulla del santuario dello spadaccino") è una serie televisiva anime prodotta da Studio Gokumi e diretta da Kōdai Kakimoto, trasmessa in Giappone dal 5 gennaio al 22 giugno 2018. Un adattamento manga è stato serializzato sulla rivista Monthly Shōnen Ace di Kadokawa Shoten dal 26 ottobre 2017 al 26 marzo 2019.

## Trama
La storia è incentrata sulle Toji, un gruppo di ragazze sacerdotesse guerriere armate di spada, che frequentano la scuola migliorando le loro capacità di sterminio per esorcizzare le creature misteriose e ostili conosciute come aradama. Il governo autorizza le Toji a portare le spade e a servire come funzionarie governative e ha creato cinque scuole in tutto il Paese affinché le ragazze possano frequentarle. Le Toji vivono una normale vita scolastica, mentre occasionalmente svolgono i loro compiti, utilizzano le loro spade e usano vari poteri per combattere e proteggere le persone. Ogni primavera le cinque scuole inviano le loro migliori Toji a competere in un torneo. Mentre il torneo si conclude in modo inaspettato poco dopo l'inizio della serie, inizia un conflitto che coinvolge diverse fazioni di Toji e di aradama.

## Personaggi
Kanami Etō (衛藤 可奈美?, Etō Kanami)
Doppiata da: Kaede Hondo
Hiyori Jūjō (十条 姫和?, Jūjō Hiyori)
Doppiata da: Saori Ōnishi
Mai Yanase (柳瀬 舞衣?, Yanase Mai)
Doppiata da: Azumi Waki
Sayaka Itomi (糸見 沙耶香?, Itomi Sayaka)
Doppiata da: Hina Kino
Kaoru Mashiko (益子 薫?, Mashiko Kaoru)
Doppiata da: Risae Matsuda
Ellen Kohagura (古波蔵 エレン?, Kohagura Eren)
Doppiata da: Eri Suzuki
Maki Shidō (獅童 真希?, Shidō Maki)
Doppiata da: Yumi Uchiyama
Suzuka Konohana (此花 寿々花?, Konohana Suzuka)
Doppiata da: Mao Ichimichi
Yomi Satsuki (皐月 夜見?, Satsuki Yomi)
Doppiata da: Mai Fuchigami
Yume Tsubakuro (燕 結芽?, Tsubakuro Yume)
Doppiata da: Inori Minase
Yukari Origami (折神 紫?, Origami Yukari)
Doppiata da: Asami Seto

## Media

### Manga
Un adattamento manga di Sakae Saitō è stato serializzato sulla rivista Monthly Shōnen Ace di Kadokawa Shoten dal 26 ottobre 2017. Il primo volume tankōbon è stato pubblicato il 26 dicembre 2017 mentre il terzo ed ultimo il 26 aprile 2019. La sua conclusione, annunciata sul numero di aprile 2019 di Shōnen Ace, è avvenuta nel numero successivo uscito il 26 marzo 2019.

#### Volumi
| Nº | Data di prima pubblicazione | Data di prima pubblicazione | Data di prima pubblicazione |
| Nº | Giapponese                  | Giapponese                  |                             |
| -- | --------------------------- | --------------------------- | --------------------------- |
| 1  | 26 dicembre 2017            | ISBN 978-4-04-106499-3      |                             |
| 2  | 26 maggio 2018              | ISBN 978-4-04-106844-1      |                             |
| 3  | 26 aprile 2019              | ISBN 978-4-04-107905-8      |                             |

### Anime
Il progetto televisivo anime originale, prodotto da Studio Gokumi e diretto da Kōdai Kakimoto, è andato in onda dal 5 gennaio al 22 giugno 2018. La composizione della serie è stata affidata a Tatsuya Takahashi, mentre la colonna sonora è stata composta da Yukari Hashimoto. Le sigle di apertura e chiusura sono rispettivamente Save You Save Me e Kokoro no memoria (心のメモリア?), entrambe interpretate da Kaede Hondo, Saori Ōnishi, Azumi Waki, Hina Kino, Risae Matsuda e Eri Suzuki. In tutto il mondo, ad eccezione dell'Asia, gli episodi sono stati trasmessi in streaming in simulcast, anche coi sottotitoli in lingua italiana, da Crunchyroll.

#### Episodi
| Nº | Titolo italiano Giapponese 「Kanji」 - Rōmaji                                       | In onda          | In onda |
| Nº | Titolo italiano Giapponese 「Kanji」 - Rōmaji                                       | Giapponese       |         |
| 1  | Dove punta la spada 「切っ先の向く先」 - Kissaki no muku saki                       | 5 gennaio 2018   |         |
| 2  | La distanza tra loro 「二人の距離」 - Futari no kyori                               | 12 gennaio 2018  |         |
| 3  | Spada innocente 「無想の剣」 - Musō no ken                                          | 19 gennaio 2018  |         |
| 4  | Il peso della risolutezza 「覚悟の重さ」 - Kakugo no omosa                          | 26 gennaio 2018  |         |
| 5  | Una notte di caccia in montagna 「山狩りの夜」 - Yamagari no yoru                   | 2 febbraio 2018  |         |
| 6  | Lo spazio che separa umani e impurità 「人と穢れの狭間」 - Hito to kegare no hazama | 9 febbraio 2018  |         |
| 7  | Dolore al cuore 「心の疼き」 - Kokoro no uzuki                                      | 16 febbraio 2018 |         |
| 8  | Il giorno del disastro 「災厄の日」 - Saiyaku no hi                                 | 23 febbraio 2018 |         |
| 9  | Dopo il festival 「祭りのあと」 - Matsuri no ato                                    | 2 marzo 2018     |         |
| 10 | La determinazione per il domani 「明日への決意」 - Ashita e no ketsui               | 9 marzo 2018     |         |
| 11 | Il bagliore del chiaro di luna 「月下の閃き」 - Gekka no hirameki                   | 16 marzo 2018    |         |
| 12 | Un'unica spada 「ひとつの太刀」 - Hitotsu no tachi                                  | 23 marzo 2018    |         |
| 13 | L'eroina della nuova generazione 「次代の英雄」 - Jidai no eiyū                     | 6 aprile 2018    |         |
| 14 | Quadretto familiare 「家族の場景」 - Kazoku no jōkei                                | 13 aprile 2018   |         |
| 15 | L'onore di una persona pigra 「怠け者の一分」 - Namakemono no ichibun               | 20 aprile 2018   |         |
| 16 | Udienza con il guardiano 「牢監の拝謁」 - Rōkan no haietsu                          | 27 aprile 2018   |         |
| 17 | La follia delle dee 「女神たちの狂騒」 - Megami-tachi no kyōsō                      | 4 maggio 2018    |         |
| 18 | Il dominio degli aradama 「荒魂の跳梁」 - Aradama no chōryō                         | 11 maggio 2018   |         |
| 19 | La chiamata della divinità malvagia 「禍神の呼び声」 - Magatsukami no yobigoe       | 18 maggio 2018   |         |
| 20 | L'ultima dea 「最後の女神」 - Saigo no megami                                       | 25 maggio 2018   |         |
| 21 | La spada del dio del tuono 「雷神の剣」 - Raijin no ken                             | 1º giugno 2018   |         |
| 22 | I cancelli degli inferi 「隠世の門」 - Kakuriyo no mon                              | 8 giugno 2018    |         |
| 23 | Al confine di quel momento 「刹那の果て」 - Setsuna no hate                         | 15 giugno 2018   |         |
| 24 | Le Toji unite 「結びの巫女」 - Musubi no miko                                       | 22 giugno 2018   |         |

#### Mini Toji
| Nº | Titolo italiano Giapponese 「Kanji」 - Rōmaji | In onda          | In onda |
| Nº | Titolo italiano Giapponese 「Kanji」 - Rōmaji | Giapponese       |         |
| 0  | Introduzione Speciale in 205 secondi! 「可奈美・美炎の「とじみこ 胎動編」205秒で紹介特番！」 - Kana bi bi-en no "toji miko taidō hen" 205 byō de shōkai tokuban! | 5 gennaio 2019   |         |
| 1  | Special Training 「とっくん」 - Tokkun | 12 gennaio 2019  |         |
| 2  | Regalo 「ぷれぜんと」 - Purezento | 19 gennaio 2019  |         |
| 3  | Fioritura dei ciliegi serale 「よざくら」 - Yo zakura | 26 gennaio 2019  |         |
| 4  | Andare d'accordo 「なかよし」 - Nakayoshi | 2 febbraio 2019  |         |
| 5  | Sorella Maggiore 「おねえさん」 - Onē-san | 9 febbraio 2019  |         |
| 6  | Omusubi 「おむすび」 - Omusubi | 16 febbraio 2019 |         |
| 7  | Alleanza Horizon 「ほらいぞんどうめい」 - Horaizo n dō mei | 23 febbraio 2019 |         |
| 8  | Mettere il broncio 「やさぐれ」 - Yasagure | 2 marzo 2019     |         |
| 9  | Festival 「おまつり」 - Omatsuri | 9 marzo 2019     |         |
| 10 | Fuochi d'artificio 「はなび」 - Hanabi | 16 marzo 2019    |         |